# Kazimierz Kutz
 (mars 2014).
Si vous disposez d'ouvrages ou d'articles de référence ou si vous connaissez des sites web de qualité traitant du thème abordé ici, merci de compléter l'article en donnant les références utiles à sa vérifiabilité et en les liant à la section « Notes et références ».

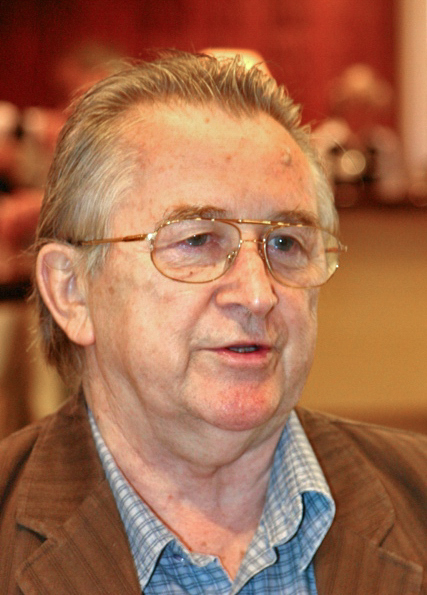
Kazimierz Kutz en 2006.

Kazimierz Julian Kutz, parfois écrit Kuc, né le 16 février 1929 à Szopienice, aujourd'hui quartier de Katowice, et mort le 18 décembre 2018 à Varsovie, est un metteur en scène polonais de cinéma, de théâtre et de télévision, devenu également homme politique.

## Biographie
Après avoir étudié la psychologie - il souhaitait devenir psychiatre -, Kazimierz Kutz opte finalement pour le cinéma et se forme à l'École nationale de cinéma de Łódź en 1954. Il devient bientôt l'assistant d'Andrzej Wajda pour son film, Une fille a parlé ou Génération (Pokolenie, 1955), première réalisation du grand cinéaste polonais. En 1956, il dirige la seconde équipe de tournage de Kanał, œuvre marquante d'Andrzej Wajda. Sa première réalisation, datant de 1958, La Croix de guerre (Krzyź walecznych), remporte un succès public et critique incontestable. Après une période plus creuse, Kutz reviendra au premier plan, grâce à sa trilogie sur sa terre natale, la Haute-Silésie, comprenant Le Sel de la terre noire (Sól ziemi czarnej, 1970), La Perle de la couronne (Perła w koronie, 1972) et Les Grains du rosaire (Paciorki jednego różańca, (1979). Ce dernier obtint, par ailleurs, le Grand Prix du Festival des longs métrages polonais en 1980 pour sa VIIe édition. Kazimierz Kutz reçut une deuxième fois le Grand Prix en 1994, à la XIXe édition, pour le film, Pułkownik Kwiatkowski. Il réalisa plusieurs œuvres pour le théâtre et la télévision. Comme autre récompense, il fut crédité du prix Konrad Swinarski (pl) ainsi que d'un Wiktor en tant que personnalité de la télévision. 
Peu connu en Europe occidentale, Kazimierz Kutz doit, néanmoins, être considéré comme l'une des plus fortes personnalités du cinéma polonais de la "première génération" d'après-guerre aux côtés de Wajda, Jerzy Kawalerowicz, Wojciech Has, Andrzej Munk et Tadeusz Konwicki. « Il chanta sa terre natale (ses deux grands-pères sont décédés dans une mine), avec une simplicité et une sincérité qui n'empruntent aucun des chemins suivis par les hagiographes officiels » [du Parti au pouvoir dans la Pologne de l'époque]. 
En tant que personnalité politique polonaise, Kazimierz Kutz a été sénateur de 1997 à 2007. À partir de 2007, il est membre de la Diète et, de nouveau, sénateur, à la suite des élections d'octobre 2011, au cours desquelles, comme candidat indépendant, il obtint le score de 60,5 % des suffrages exprimés.

## Filmographie

### Comme réalisateur
- 1958 : La Croix de guerre (Krzyź walecznych)
- 1960 : Personne n'appelle (Nikt nie woła)
- 1961 : Panique dans un train (Ludzie z pociągu)
- 1961 : Quadrille d'amour (Tarpany)
- 1963 : Milczenie (Le Silence)
- 1964 : La Chaleur (Upał)
- 1966 : Quiconque pourrait savoir... (Ktokolwiek wie...)
- 1967 : Le Grand Coup (Skok)
- 1970 : Le Sel de la terre noire (Sól ziemi czarnej)
- 1972 : La Perle de la couronne  (Perła w koronie)
- 1974 : La Ligne (Linia)
- 1975 : De nulle part à nulle part (Znikąd do nikąd)
- 1979 : Les Grains du rosaire (Paciorki jednego różańca)
- 1983 : Je tiendrai la garde pour toi (Na straży twej stać będę)
- 1986 : Bientôt arriveront les frères (Wkrótce nadejdą bracia)
- 1993 : L'Horrible rêve de Pépère Gorkiewicz (Straszy Sen Dzidziusia Górkiewicza)
- 1994 : La Mort comme une tranche de pain (Smierć jak Kromka chleba)
- 1994 : Colonel Kwiatkowski (Pułkownik Kwiatkowski)
- 1997 : La Louange et la gloire (Slawa i chwala)